# Караташ
Караташ или Караташ махале (на гръцки: Μέταλλο, Метало, катаревуса Μέταλλον, Металон, до 1927 година Καρατάς, Каратас) е бивше сборно село в Република Гърция, разположено на територията на дем Синтика, област Централна Македония.

## География
Селото е било разположено в южните склонове на Сенгелската планина, източно от Рупел и северозападно от Цървища. През XIX век Караташ е турско село в Демирхисарската каза на Османската империя, дало името си на цялата област от няколко турски села в южното подножие на Сенгелската планина – Орта махала на североизток, Омерли махала на изток, Чавдар махала, Алезли махала, Ченге махала и Буюк махала.

## История

### В Османската империя
В „Етнография на вилаетите Адрианопол, Монастир и Салоника“, издадена в Константинопол в 1878 година и отразяваща статистиката на населението от 1873 година, Караташ (Kara-tach) е посочено като село с 32 домакинства, като жителите му са 80 мюсюлмани, Омарли махала (Omarli-mahla) – 16 домакинства и 40 жители мюсюлмани, Буюк (Bouyuk) – 22 домакинства и 50 жители мюсюлмани, Елес (Elèse) – 20 домакинства и 48 жители мюсюлмани, Ченга (Tchenga) – 18 домакинства и 40 жители мюсюлмани, Чавдарли (Tchavdarli) – 40 домакинства и 100 жители мюсюлмани и Арк (Ark) – 16 домакинства и 40 жители мюсюлмани.
През 1891 година Георги Стрезов пише:
| „ | Кара таш се наричат трите села – Кара таш махала, Буюк махала и Умарли махала, твърде близки едно до друго. Разположени са при полите на Сенгелската планина, 2½ часа към З от Валовища. Твърде бедни; малко земледелци; останалите са дървари по Крушово и Демир Хисар. Населението са чисти коняри. В Кара таш 25 къщи, в Буюк махала 40, и в Умарли 9. Чавдарли се наричат четире махали при полите на Беш към С от Валовища 3 часа. Слабо се занимават със земеделие, най-главно със скотовъдство. Развъждат много пчели. 40 къщи турски. | “ |

Според статистиката на Васил Кънчов („Македония. Етнография и статистика“) в 1900 година Кара Таш Махале има 150 жители, Чавдаръ Махале – 130, Амерли Махале – 100, Алезли Махале – 80, Ченге Махале – 60 и Беюкъ Махале – 180, всички турци.

### В Гърция
В 1913 година след Междусъюзническата война селото и областта остават в Гърция. През 1920-те години турското населението се изселва в Турция и на негово място в Караташ са настанени гърци бежанци. В 1927 година Караташ е прекръстено на Металон.
Според преброяването от 1928 година Караташ е бежанско село със 72 бежански семейства и 220 души бежанци.